# سال صفر (مفهوم سیاسی)
لفظ سال صفر (خمر: ឆ្នាំសូន្យ chhnam saun) که به به دست گرفتن کامبوج توسط خمرهای سرخ در آوریل ۱۹۷۵ اعمال شد، قیاسی با سال اول تقویم انقلابی فرانسه است. در جریان انقلاب فرانسه، پس از الغای سلطنت فرانسه (۲۰ سپتامبر ۱۷۹۲)، کنوانسیون ملی تقویم جدیدی را وضع کرد و آن تاریخ را آغاز سال اول اعلام کرد. تصرف پنوم پن توسط خمرهای سرخ به سرعت با رشته سیاست‌های انقلابی شدید صنعتزدایی پی گرفته شد که نرخ مرگ و میر حاصل از آن بسیار بیش از شمار کشته شدگان ناشی از حکومت ترور فرانسه بود.

## مفهوم
ایده سال صفر این است که همه فرهنگ و سنت‌های یک جامعه باید کاملاً نابود یا دور ریخته شود و یک فرهنگ جدید انقلابی از نو باید جایگزین آن شود. تمام تاریخ یک ملت یا مردم قبل از سال صفر تا حد زیادی بی ربط تلقی می‌شود، زیرا ایده‌آل این است که این تاریخ پاک خواهد شد و از پایین به بالا جایگزین می‌شود.
در کمپوچیای دموکراتیک، به اصطلاح با خلق جدید -روشنفکران و اعضای قدیمی دولت- به‌طور خاص در تصفیه‌های سال صفر دستچین و اعدام شدند.